# جایزه ایمپک دوبلین
جایزه ایمپک دوبلین (به انگلیسی: International IMPAC Dublin Literary Award) جایزه بین‌المللی ادبیات است که در هرسال به یک کتاب داستانی تعلق می‌گیرد. این جایزه از نظر مبلغ، یکی از گرانترین جوایز ادبی است که سالانه به یکنفر پرداخت می‌شود.

## سابقه
این جایزه در سال ۱۹۹۴ میلادی توسط کتابخانه ملی دوبلین طراحی و بکمک شهرداری و شورای شهر دوبلین و پشتیبانی مؤسسه IMPAC برقرار شده‌است. کتابها توسط تعداد زیادی از کتابخانه‌های سراسر جهان برای دریافت جایزه، نامزد می‌گردند سپس گروه داوران در مرحله اول ده کتاب را انتخاب و در نهایت یکی از آن‌ها برنده نهایی اعلام می‌نماید. در سال ۲۰۱۲ و ۲۰۱۳ بیش از ۱۵۰ کتابخانه مختلف از ۴۷ کشور جهان کتاب مورد انتخاب خود را فرستاده بودند.
مبلغ ۱۰۰٬۰۰۰ یورو به عنوان جایزه نقدی به نویسنده کتاب بزبان انگلیسی داده می‌شود. اگر کتاب از زبان‌های دیگر به انگلیسی ترجمه شده باشد به نویسنده ۷۵۰۰۰ یورو و به مترجم ۲۵۰۰۰ یورو تعلق خواهد گرفت و به نویسنده لوح یادبود اهدا خواهد شد.

## برندگان
| سال  | نویسنده               | زبان      | رمان                    |
| ---- | --------------------- | --------- | ----------------------- |
| ۱۹۹۶ | دیوید معلوف           | انگلیسی   | به یاد بابل             |
| ۱۹۹۷ | خاویر ماریاس          | اسپانیایی | قلبی به این سپیدی       |
| ۱۹۹۸ | هرتا مولر             | آلمانی    | سرزمین گوجه‌های سبز      |
| ۱۹۹۹ | اندرو بروک میلر       | انگلیسی   | درد هنرمند              |
| ۲۰۰۰ | نیکولا بارکر          | انگلیسی   | گسترده باز              |
| ۲۰۰۱ | الیستر مک‌لاود         | انگلیسی   | غم‌های کوچک              |
| ۲۰۰۲ | میشل ولبک             | فرانسوی   | ذرات بنیادی             |
| ۲۰۰۳ | اورهان پاموک          | ترکی      | نام من سرخ              |
| ۲۰۰۴ | طاهر بن جلون          | فرانسوی   | این فقدان کور کننده نور |
| ۲۰۰۵ | ادوارد پی جونز        | انگلیسی   | جهان شناخته شده         |
| ۲۰۰۶ | کولم توبین            | انگلیسی   | ارباب                   |
| ۲۰۰۷ | پیر پیترسون           | نروژی     | به هوای دزدیدن اسب‌ها    |
| ۲۰۰۸ | راوی هیج              | انگلیسی   | بازی دنیرو              |
| ۲۰۰۹ | مایکل توماس           | انگلیسی   | مرد برباد رفته          |
| ۲۰۱۰ | گربراند باکر          | هلندی     | دوقلو                   |
| ۲۰۱۱ | کلوم مک‌کین            | انگلیسی   | بگذار دنیا بچرخد        |
| ۲۰۱۲ | جان مک‌گرگور           | انگلیسی   | حتی سگ‌ها                |
| ۲۰۱۳ | کوین باری             | انگلیسی   | شهر بوهان               |
| ۲۰۱۴ | خوآن گابریل واسکس     | اسپانیایی | صدای افتادن چیزها       |
| ۲۰۱۵ | جیم کریس              | انگلیسی   | محصول                   |
| ۲۰۱۶ | آخیل شارما            | انگلیسی   | زندگی خانوادگی          |
| ۲۰۱۷ | خوزه ادواردو آگوالوسا | پرتغالی   | نظریه عمومی فراموشی     |
| ۲۰۱۸ | مایک مک‌کورمک          | انگلیسی   | استخوان‌های خورشیدی      |
| ۲۰۱۹ | امیلی روسکوویچ        | انگلیسی   | آیداهو                  |
| ۲۰۲۰ | آنا برنز              | انگلیسی   | شیر فروش                |